# Fába Simon
Fába Simon (Szlopnó, 1731 – Nagyszombat, 1801. március 21.) bölcseleti doktor, esztergomi főegyházmegyei prépost-kanonok, költő.

## Élete
Fába István bátyja volt. 1751-ben, mint a Szent Istvánról nevezett papnevelőintézet növendéke bölcseletdoktori oklevelet nyert; 1754. július 22-én Révay Antal püspök szertartója lett; azután szentszéki jegyző. A nagyszombati egyetemen az egyházjog tanára volt és 1774. november 25-én a jogi karban dékánná választották. Érseki irodaigazgatóból 1783-ban kanonok lett; később Szent István első vértanúról nevezett prépost, honti s liptói főesperes volt.
Két unokahúgára 2000 forintot, más rokonaira pedig récsei, zsitvagyarmati és szentgyörgyi birtokait hagyta.

## Művei
- Augustae Theresiae regi apostolico, principi piae, felici, justae, insignis ordinis equitum Sancti Stephani regis et apostoli, Hungarorum instauratori… monimentum a Pannonio poeta dicatum… Posonii, 1760.
- Carmen panegyricum festis honoribus Francisci e com. Barkóczy a.-episcopis Strigon… dum sacra inaugurationis suae solemnia in 1. r. civitate Tyrnaviensi celebrasset. Posonii, 1761.
- Carmen panegyricum, festis honoribus illustr. ac. rev. dni Ignatii Koller de Nagy-Mánya, episcopatus Weszprimiensis coadjutoris… debitae venerationis et observantiae ergo, a quodam cliente e clero seculari dicatum. Hely n. (1762.)
- Elegia honoribus Josephi e com. Batthányi a.-episc. Strigoniensis in sublimi colosso cum festis ignibus dicata, quum supremi moderatoris provinciae Strigoniensis munus adiret 1776. Pesthini, 1776.
- Orationes dictae… cardinali… et principi… Josepho e comitibus de Batthyán… dum ei amplissima sacrae purpurae insignia, primumque ab acceptis illis in ditionem suam Strigoniensem ingressum magistratus, et sacerdotium provinciale festis honoribus gratulabatur nonis Julii anno 1778. Budae.
- Carmina, edita per Mich. Tertina Eperjesiensem. Cassoviae, 1799.
- Simonis Faba… Carmina, e posthumis MSS. pietate nepotum ejus. Matthiae ac Stephani, edita. Posonii, 1804. (a szerző arczképével.)

Zelliger még egy munkáját: Latin szent beszéd Jaklin István 50 éves kanonoki jubilaeuma alkalmával 1785. ápr. 24. c. említi, de a nyomt. hely, év és könyvészeti leirása nélkül.
Kézirati munkája: Dissertatio de jure catholicae religionis in Hung. jussu AEppi Tyrnaviae, 1781.